# Робинс Пеннелл, Элизабет
Элизабет Робинс Пеннелл (англ. Elizabeth Robins Pennell; 21 февраля 1855, Филадельфия, Пенсильвания, США — 7 февраля 1936, Нью-Йорк, США) — американская писательница, биограф, журналист и велосипедист, большую часть своей взрослой жизни прожившая в Лондоне. Она писала путевые заметки, главным образом о европейских велосипедных путешествиях, и мемуары, сосредоточенные на её лондонском салоне.

## Ранние годы
Элизабет Робинс родилась и выросла в Филадельфии. Её мать умерла, когда она была совсем маленькой, и с 8 до 17 лет она жила и училась в монастырской школе. Когда Элизабет вернулась в дом своего отца, он снова женился. К этому времени ей наскучили требования и ограничения, связанные с тем, чтобы быть настоящим католиком. Она хотела работать, и с помощью своего дяди, писателя и фольклориста Чарльза Годфри Лиланда, она начала писательскую карьеру. Элизабет начала со статей в периодических изданиях, таких как The Atlantic Monthly, и благодаря этой работе она познакомилась с молодым художником Джозефом Пеннеллом, которому также пришлось столкнуться с родительским неодобрением из-за своего творчества. Так началось плодотворное сотрудничество писателя и иллюстратора.

## Жизнь в Лондоне
Первой книгой Элизабет стала первая полная биография Мэри Уолстонкрафт после поспешно опубликованных Воспоминаний об авторе "В защиту прав женщин" её вдовца Уильяма Годвина. Биография Робинс опиралась на три основных источника: мемуары Годвина, лондонского издателя Чарльза Кегана Пола, написавшего несколько лет назад очерк о муже и жене, и куратора Британской библиотеки Ричарда Гарнетта. Она была опубликована в 1884 году издательством Roberts Brothers из Бостона, а также в Лондоне издательством Walter Scott Publishing Company.
В июне того же года Элизабет Робинс вышла замуж за Джозефа Пеннелла. Супруги приняли от журнала The Century Magazine заказ на сочинение путевых заметок и отправились в Европу, совершив несколько велосипедных путешествий, в 1884 году из Лондона в Кентербери, а затем в 1885 году через Францию. Её дядя много путешествовал по Европе и обосновался в Лондоне, так же как и Пеннеллы, прожившие в британской столице более тридцати лет и часто посещавшие Континентальную Европу. Они создали хорошую рабочую команду, вместе выпускали множество статей и книг и поддерживали друг друга в работе. В течение многих лет они открывали свой дом по вечерам в четверг как литературный и художественный салон. Среди тех, кто наслаждался их гостеприимством, были: критики Эдмунд Госс и Уильям Арчер, художники Обри Бёрдслей и Джеймс Уистлер, писатели Генри Джеймс, Макс Бирбом, Оскар Уайльд и Бернард Шоу, издатели Джон Лейн и Уильям Хенли. Робинс Пеннелл писала об этих собраниях в своих мемуарах "Наш дом и люди в нём" (Our House and the People in It) 1910 года, "Наш дом и Лондон из наших окон" (Our House and London Out of Our Windows) 1912 года и "Ночи: Рим и Венеция в эстетических восьмидесятых" (Nights: Rome & Venice in the Aesthetic Eighties), "Лондон и Париж в боевых девяностых" (London & Paris in the Fighting Nineties) 1916 года.

## Культурная деятельность

### Художественная критика
Основной сферой деятельности Элизабет было искусство, а позже кулинарная критика. Она писала для периодических изданий, включая Daily Chronicle и Pall Mall Gazette. Элизабет часто отправлялась в Париж для посещения художественных салонов, а также регулярно посещала лондонские галереи (от Корк-стрит и Бонд-стрит в фешенебельном Вест-Энде до филантропических арт-проектов в трущобах Ист-Энда), чтобы ознакомиться с выставками. Она критически отзывалась о Народном дворце Уолтера Безанта в Майл-Энде (похожем по духу на Церковь Святого Иуды Сэмюэля и Генриетты Барнетт в Уайтчепеле). Кимберли Морс Джонс пишет, что "критика Робинс Пеннелл составляет жизненно важный компонент более широкого движения в викторианской критике, которое стало известно как новая художественная критика", перечисляя Альфреда Болдри, Дугалда Макколла, Джорджа Огастеса Мура, Чарльза Уибли и Фредерика Уэдмора в качестве участников этого движения.

### Коллекция поваренных книг
Чтобы улучшить свои короткие, но эрудированные статьи по кулинарной критике, Робинс Пеннелл покупала поваренные книги, чтобы использовать их в качестве справочного материала. В какой-то момент ей принадлежало более 1000 томов, включая редкое первое издание Ханны Гласс, что привело к тому, что она стала, по мнению историка кулинарии Синтии Д. Бертельсен, "одним из самых известных коллекционеров кулинарных книг в мире". Элизабет составила библиографию своей кулинарной библиотеки, которая появилась сначала в статьях для The Atlantic, а затем в книге под названием "Мои кулинарные книги" (My Cookery Books), посвященной английским писателям XVII и XVIII века. Большая часть этой коллекции в конечном итоге попала в отдел редких книг и специальных коллекций библиотеки Конгресса.

### Биографии
После её успеха с Мэри Уолстонкрафт Робинс Пеннелл написала другие биографии, выпустив в 1906 году первую биографию своего дяди, Чарльза Лиланда, который написал или составил «Арадию, или Евангелие ведьм». Пеннеллы были друзьями и корреспондентами художника Джеймса Уистлера, и они написали его биографию в 1911 году. Элизабет также написала биографию своего мужа после его смерти в 1928 году.

### Велотуризм
Ещё одним увлечением Элизабет был велотуризм. Она высоко оценивала езду на велосипеде в целом и легкость, с которой городские жители могут отправиться в сельскую местность. Она утверждала, что "нет более здоровой или более стимулирующей формы упражнений; нет большего физического удовольствия, чем путешествие в хорошем темпе по твёрдой гладкой дороге с помощью собственных усилий". Робинс Пеннелл пренебрежительно относилась к гонкам (для мужчин, но особенно для женщин), предпочитая длительные путешествия без давления и мыслей о побитых рекордах.
Она начала ездить на велосипеде в 1870-х годах, когда ещё жила в Филадельфии. Переехав в Лондон, она и её муж поменяли свой трёхколесный велосипед Coventry Rotary на модель Humber Cycles, продолжая экспериментировать с трёхколесным велосипедом, тандемным велосипедом и, наконец, велосипедом со ступенчатой рамой.
Первое путешествие, которое она превратила в книгу, было "Кентерберийское паломничество" (A Canterbury Pilgrimage), как дань уважения «Кентерберийским рассказам» Чосера, являющееся введением в велоспорт в Англии. В течение следующих нескольких лет пара предприняла несколько совместных поездок, в том числе ещё одно литературное паломничество, на этот раз по следам путевого романа Лоренса Стерна «Сентиментальное путешествие по Франции и Италии» 1765 года. На более позднем этапе этого путешествия 1885 года они "катили" тандемный трёхколесный велосипед из Флоренции в Рим, привлекая больше внимания, чем ей было удобно, как первая женщина-велосипедист, которую когда-либо видели итальянцы. В 1886 году, теперь каждый на безопасном велосипеде, они отправились в Восточную Европу. Это был ключевой момент в истории велосипеда и концепции новой женщины. К тому времени, когда Пеннеллы переехали "Через Альпы на велосипеде" (Over the Alps on a Bicycle), Энни Лондондерри уже стала первой женщиной, совершившей кругосветное путешествие на велосипеде.

## Поздние годы
К концу Первой мировой войны семья Пеннеллов вернулись в Соединённые Штаты и обосновались в Нью-Йорке. После смерти мужа Элизабет переехала из Бруклина в Манхэттен, где умерла там в феврале 1936 года. Их книги, особенно её значительная коллекция поваренных книг (уменьшенная до 433 экземпляров) и библиографии, были завещаны библиотеке Конгресса.
Элизабет часто выступала под криптонимами "N.N." (No Name), "A.U." (Author Unknown) и "P.E.R." (инициалы).